# Operation Undergo

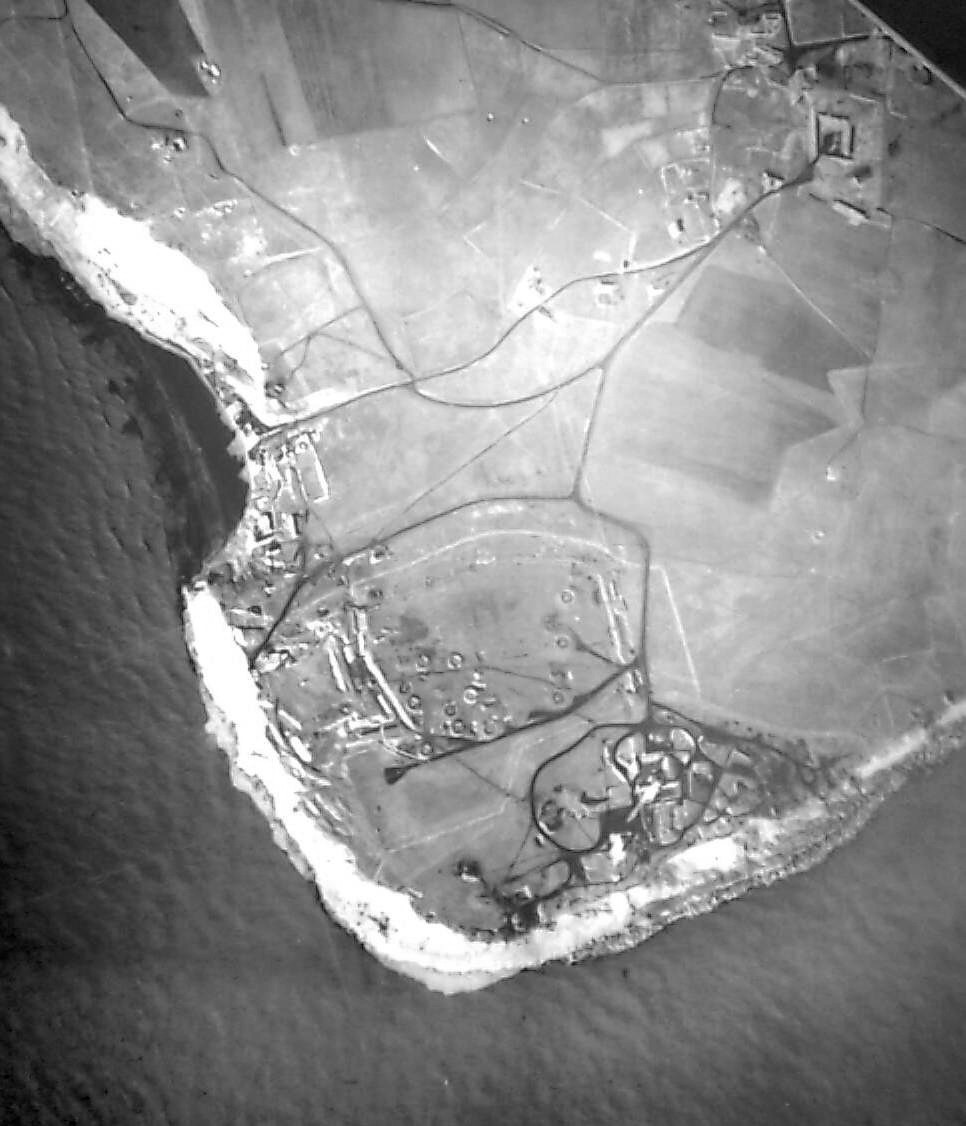
Luftbild von Cap Gris Nez vor der Operation

Als Operation Undergo wird die Einnahme der französischen Hafenstadt Calais insbesondere durch die 3rd Canadian Infantry Division einschließlich Wissant und Cap Gris Nez Ende September 1944 bezeichnet. Die deutschen Einheiten unter Führung von Oberstleutnant Ludwig Schröder kapitulierten am 1. Oktober 1944.